# Peromyscopsylla hamifer
Peromyscopsylla hamifer är en loppart som först beskrevs av Rothschild 1906.  Peromyscopsylla hamifer ingår i släktet Peromyscopsylla och familjen smågnagarloppor.

## Underarter
Arten delas in i följande underarter:
- P. h. hamifer
- P. h. cuneata
- P. h. vigens